# 버피 세인트 마리

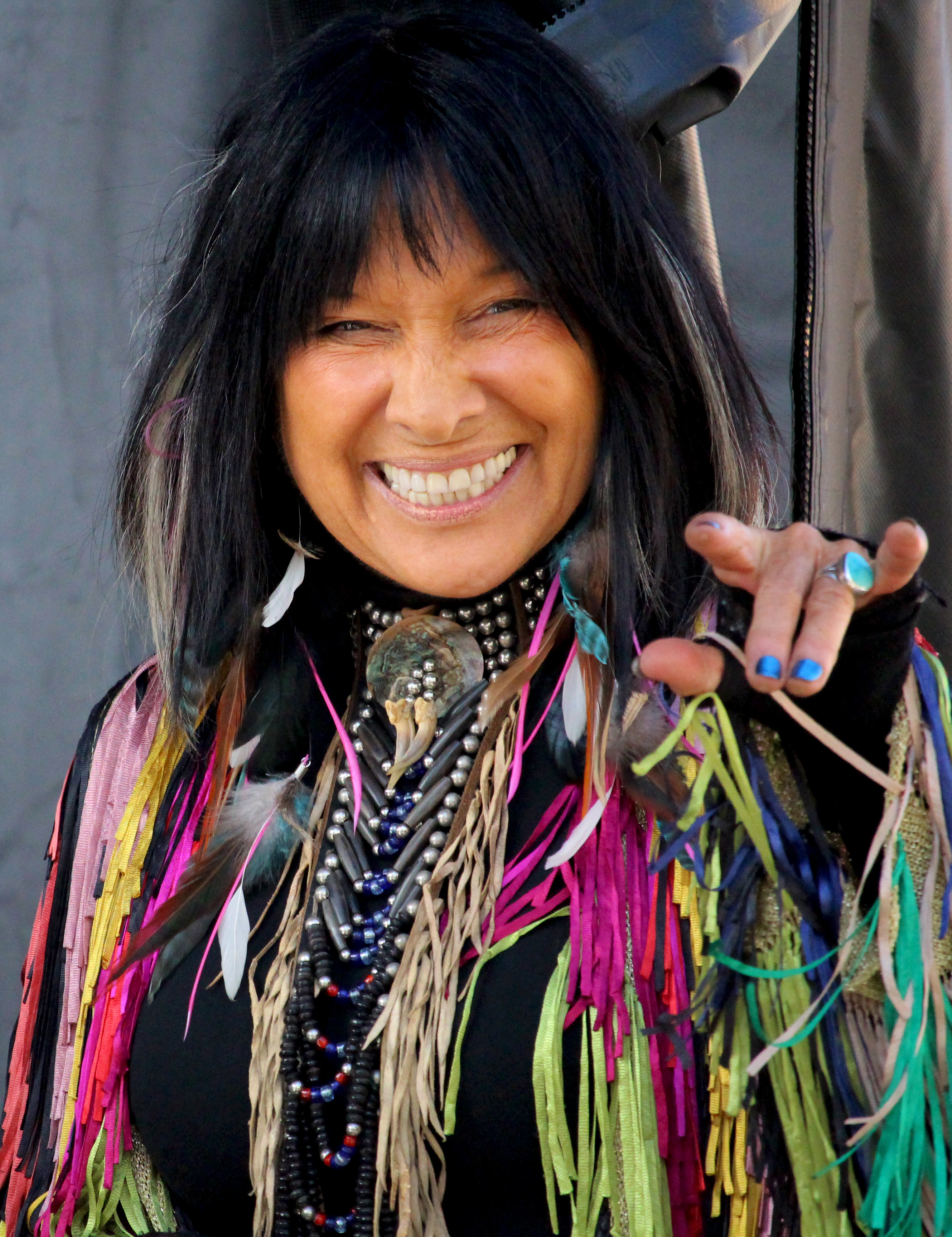
2015년

버피 세인트 마리(Buffy Sainte-Marie, 본명: Beverly Sainte-Marie, 1941년 2월 20일 ~ )는 순수한 인디언 여성으로, 포크송 분야에서 가장 귀중한 개성의 소유자로서 주목을 끄는 가수이다. 기타 외에도 민속악기인 마우스 보우를 연주하였다. 쿠리족(族)의 인디언 출신이며, 어려서 고아가 되어 다른 종족 인디언 부부의 양녀가 되어 매사추세츠주에서 자랐다. 매사추세츠 주립대학을 특대생으로 졸업한 뒤로는 포크송 세계로 들어갔다. 그녀의 1963년의 작품 <유니버설 솔저>가 도노반의 레코드로 히트하였다. 그 무렵부터 작곡가 및 가수로서 이름을 떨쳐 인기가 급상승하였다.